# Val Chiarsò

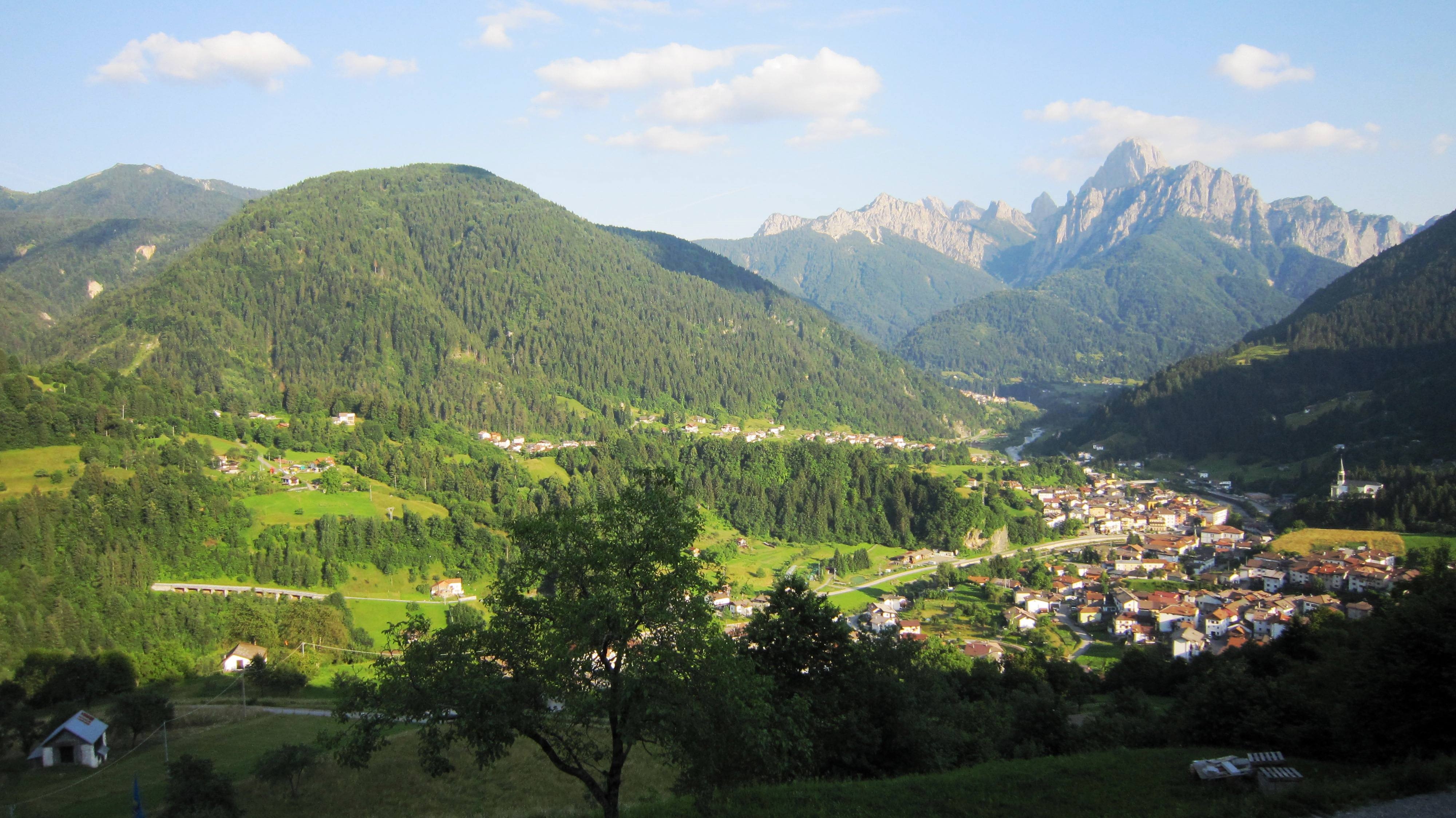
Imatge de Paularo.

Val Chiarsò (friülès Cjanâl di Incjaroi) és una de les set valls de la Cjargne, una de les comarques de la província d'Udine (Friül). És dominada pel Monte Sernio. A la vall s'hi troba el municipi de Paularo i les fraccions de Valle, Rivalpo i Piedimonte, al municipi d'Arta Terme.